# Francesco D'Agostino
Francesco D'Agostino (Roma, 9 de febrero de 1946-Roma, 3 de mayo de 2022) fue un jurista italiano especialista en filosofía del Derecho y bioética.

## Biografía
Fue doctor en jurisprudencia y profesor de Filosofía del Derecho en la Universidad de Roma Tor Vergata. Asimismo, fue profesor de otras universidades italianas, y profesor visitante en Francia, España y América.
En 1974 fue nombrado miembro de la Facultad de Derecho en la cátedra de Filosofía del Derecho de la Universidad de Catania desde 1974.
Fue presidente del Comité Nacional de Bioética de Italia, miembro de la Pontificia Academia para la Vida y consultor del Pontificio Consejo para la Familia.
Fue director de la Revista Internacional de Filosofía del Derecho, Nuovi Studi Politici y editor de Avvenire.
Fue el autor de numerosos libros, en español están publicados Filosofía de la familia y Elementos para una filosofía de la familia, entre otros.
Estuvo casado y tuvo tres hijos.

## Obras
- La dignità degli ultimi giorni, 1998.[4]
- Elementos para una filosofía de la familia. Ediciones Rialp. 2002. ISBN 978-84-321-2811-0.

- Filosofía de la familia. Ediciones Rialp. 2007. ISBN 978-84-321-3620-7.

- Bioética, estudios de filosofía del derecho. Ediciones Internacionales Universitarias. 2003. ISBN 978-84-8469-075-7.
- La bioéthique dans la perspective de la philosophie du droit, 2005.[5]
- Introduzione alla biopolitica. Dodici voci fondamentali, 2009.

## Premios
- III Premio Internacional "Mons. Pompeo Sarnelli" (2006).[6]
- Premio Occidente de Bioética, Jesi (2009).[7]
- Premio San Benedetto de la Fundación Sublacense (Subiaco).